# Großer Hund

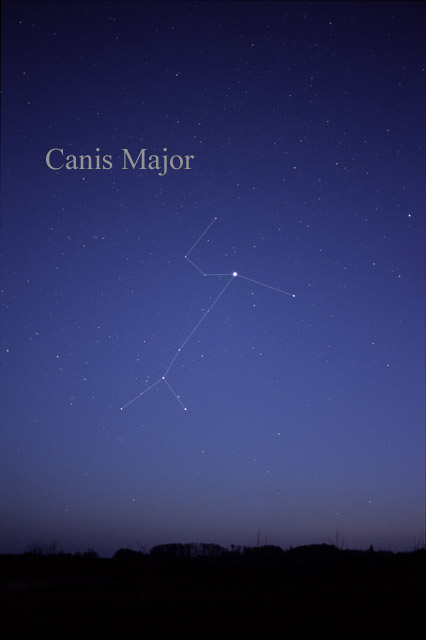
Das Sternbild Großer Hund, wie es mit dem bloßen Auge gesehen werden kann

Das Sternbild Großer Hund, fachsprachlich auch Canis Major (von lateinisch canis maior ‚größerer Hund‘), liegt gut sichtbar südlich des Himmelsäquators und südöstlich des markanten Orion.

## Beschreibung
Die drei Sterne des Oriongürtels zeigen direkt auf den Hauptstern Sirius (α Canis Majoris), den hellsten Stern am Nachthimmel, der auch den südlichsten Eckpunkt des Wintersechsecks markiert. Von Mitteleuropa aus gesehen, steht der Große Hund im Winter tief über dem Südhorizont. Bereits in Helsinki oder Stockholm ist der südlichste Teil des Großen Hundes nicht mehr sichtbar.
Die in diesem Teil des Sternbilds liegenden Sterne Aludra, Wezen  und Adhara bilden ein helles rechtwinkliges Dreieck. Durch den westlichen Teil des Sternbildes zieht sich das sternreiche Band der Milchstraße, daher können im Großen Hund einige interessante Sternhaufen beobachtet werden.

## Mythologie und Geschichte
Der Große Hund gehört zu den 48 Sternbildern der griechischen Astronomie, die bereits von Claudius Ptolemäus beschrieben wurden.
Schriftliche Bezeugungen des Sternbilds sind sehr alt. Bereits die Babylonier sahen in ihm einen Hund, der den Jäger Orion begleitete. Die alten Ägypter sahen dagegen in dem Sternbild ihre Göttin Isis oder auch den Gott Anubis. Die Griechen identifizierten ihn mit dem Hund der Aurora, der schneller als alle anderen gewesen sein soll, und ordneten ihn ebenfalls als Jagdhund dem Orion zu.
Der helle Stern Sirius hatte seit je her bei allen Kulturen eine besondere Bedeutung. Zu Zeiten der Pharaonen kündigte sein Aufgang ab ca. 2000 v. Chr. am Morgenhimmel die jährliche Nilschwemme an, die für die ägyptische Landwirtschaft und das Überleben des Volkes äußerst wichtig war. Die Griechen glaubten allerdings, der Sirius würde die sengende Kraft der Sonne verstärken und das Land ausdörren. Sein Aufgehen in den Morgenstunden erfolgte zur Zeit der größten Sommerhitze, die man auch heute noch Hundstage nennt.

## Himmelsobjekte

### Sterne
| B   | F  | Namen o. andere Bezeichnungen         | Scheinbare Helligkeit / mag | Entfernung / Lj | Spektralklasse |
| --- | -- | ------------------------------------- | --------------------------- | --------------- | -------------- |
| α   | 9  | Sirius, Aschere, Canicula, Hundsstern | −1,5                        | 8,7             | A1 V           |
| ε   | 21 | Adhara                                | 1,50                        | 431             | B2 III         |
| δ   | 25 | Wezen, Alwazn                         | 1,83                        | 1600            | F8 Ia          |
| β   | 2  | Murzim, Mirzam, Mirza                 | 1,98                        | 715             | B1 II          |
| η   | 31 | Aludra                                | 2,45                        | 3200            | B5 Ia          |
| ζ   | 1  | Furud, Phurud                         | 3,02                        | 330             |                |
| ο2  | 24 |                                       | 3,02                        | 2500            | B3 Ia          |
| σ   | 22 |                                       | 3,49                        | 1500            | K8 Ib          |
| ο1  | 16 |                                       | 3,89                        | 2000            | K3 Ia          |
| ν2  | 7  |                                       | 3,95                        | 80              | K1 III         |
| ω   | 28 |                                       | 4,01                        | 500             | B3 IV          |
| θ   | 14 |                                       | 4,08                        | 200             | K4 III         |
| γ   | 23 | Muliphein                             | 4,11                        | ca. 440         | B8 II          |
| ξ1  | 4  |                                       | 4,34                        |                 |                |
| ι   | 20 |                                       | 4,36                        |                 |                |
| κ   | 13 |                                       | 4,36                        | 800             | B2 IV          |
| τ   | 30 |                                       | 4,37                        |                 |                |
| ν3  | 8  |                                       | 4,42                        |                 |                |
| 400 | 27 | EW CMa                                | 4,42                        | 1000            | B3 III         |
| λ   |    |                                       | 4,47                        |                 |                |
| ξ2  | 5  |                                       | 4,54                        |                 |                |
| π   | 19 |                                       | 4,66                        |                 |                |
| 400 | 15 |                                       | 4,82                        |                 |                |
| 400 | 29 | UW CMa                                | 4,88                        |                 |                |
| μ   | 18 |                                       | 5,0                         | 500             | G3 III         |

Sirius (α Canis Majoris) ist mit einer scheinbaren Helligkeit von −1,44 der hellste Stern am Nachthimmel. Mit einer Entfernung von 8,7 Lichtjahren ist er einer der nächsten Sterne. Sirius ist ein Doppelstern. Er besitzt einen lichtschwachen Begleiter mit einer Helligkeit von 8,7 mag. Es handelt sich um einen Weißen Zwerg, der den Hauptstern in 50 Jahren umläuft. Bereits 1845 hatte Friedrich Wilhelm Bessel Veränderungen im Spektrum von Sirius entdeckt, die auf einen Begleitstern hinwiesen. Dieser konnte jedoch erst 1865 mit einem leistungsfähigen Teleskop entdeckt werden. Das System Sirius ist optisch schwer zu beobachten, da der Helligkeitsunterschied der beiden Komponenten 10 Größenklassen beträgt und der helle Hauptstern den Begleiter überstrahlt.
Der Hauptstern sendet ein weißliches Licht aus und gehört der Spektralklasse A an.
Er hat den 1,8-fachen Durchmesser und die 23-fache Leuchtkraft der Sonne.
Der Ursprung des Namens Sirius ist nicht gänzlich sicher. Möglicherweise stammt er aus dem Babylonischen und bedeutet „der Gleißende“. Er könnte auch aus der Sprache der Sumerer stammen und „sengend heiß“ bedeuten.
Der dritthellste Stern im Großen Hund, δ Canis Majoris, ist 1600 Lichtjahre entfernt. Er ist ein Riesenstern der Spektralklasse F8 und besitzt den 200-fachen Durchmesser und die 20.000-fache Leuchtkraft der Sonne. Der Eigenname von δ Canis Majoris ist Wezen. Wezen ist arabischen Ursprungs und bedeutet „Gewicht“.
Im Jahr 2003 wurde im Großen Hund die der Milchstraße am nächsten liegende Galaxie, die Canis-Major-Zwerggalaxie, entdeckt. Da sie jedoch von interstellarer Materie in der Ebene der Milchstraße verdeckt wird, ist sie im sichtbaren Licht praktisch nicht zu erkennen und konnte nur mit Hilfe von Infrarotteleskopen entdeckt werden.

### Doppelsterne
| Objekt                  | Scheinbare Helligkeit mag | Spektralklassen | Abstand  |
| ----------------------- | ------------------------- | --------------- | -------- |
| α                       | −1,44/8,7                 | B2 / A3         | 10"      |
| ε                       | 1,5/7,5                   | B2 III          | 176"     |
| η                       | 2,45/7,0                  | B5 / A0         | 180"     |
| ζ                       | 3,0/7,6                   | B3 / K0         | 176"     |
| τ                       | 4,5/10/11                 |                 | 8,2/14,5 |
| 145 CMa (Herschel 3945) | 4,7/6,5                   | K5 / F0         | 7,6"     |

Der zweithellste Stern im Großen Hund, ε Canis Majoris, ist wie Sirius ein Doppelstern. Mit einer Distanz von 500 Lichtjahren ist er allerdings wesentlich weiter entfernt. Der Hauptstern ist ein bläulicher, riesenhafter Stern der Spektralklasse B2. In einem Abstand von 8 Bogensekunden befindet sich ein lichtschwacher Begleiter mit einer Helligkeit von 8,1 mag. Um das System zu beobachten, benötigt man ein mittleres Teleskop ab 15 cm Öffnung. Der arabische Name Adhara bedeutet „Jungfrau“.
η Canis Majoris ist einer der leuchtkräftigsten Doppelsterne, die wir kennen. Der Hauptstern ist 100.000-mal so leuchtkräftig wie unsere Sonne. Trotz seiner Entfernung von 3200 Lichtjahren ist er mit 2,45 mag am Nachthimmel auffallend hell. Er besitzt einen Begleiter der 7. Größenklasse in 180 Bogensekunden Abstand. Das System kann bereits mit einem kleineren Teleskop in Einzelsterne aufgelöst werden. Der arabische Name Aludra leitet sich ebenfalls von „Jungfrau“ ab.
Das System ζ Canis Majoris kann ebenfalls mit einem kleineren Teleskop beobachtet werden. Der arabische Name Phurud bedeutet so viel wie „die Einsamen“.
τ CMa ist ein Dreifachstern. Der 4,5 mag helle Hauptstern hat zwei Begleiter der 10. und 11. Größenklasse. Das System kann mit einem Teleskop ab 10 cm Öffnung beobachtet werden.
145 CMa, auch Herschel 3945 genannt, ist ein lohnendes Beobachtungsobjekt. Der Astronom John Herschel entdeckte ihn im Jahre 1837 bei seinen Beobachtungen vom Kap der Guten Hoffnung aus. Im Teleskop zeigen sich ein goldgelb und ein weißlich leuchtender Stern. Die beiden Sterne sind allerdings nicht physikalisch, d. h., durch die Schwerkraft aneinander gebunden, sondern stehen von der Erde aus gesehen in einer Richtung. Es handelt sich also um einen optischen Doppelstern.

### Veränderliche Sterne
| Objekt  | Scheinbare Helligkeit mag | Periode      | Typ                                       |
| ------- | ------------------------- | ------------ | ----------------------------------------- |
| β       | 1,95 bis 2,0o             | 6 Stunden    | Beta-Cephei-Stern                         |
| ο 1 CMa | 3,8 bis 4,0               | unregelmäßig | Langsam unregelmäßig veränderlicher Stern |
| 27 CMa  | 4,4 bis 4,7               | unregelmäßig | Gamma-Cassiopeiae-Stern                   |
| ω CMa   | 3,6 bis 4,2               | unregelmäßig | Gamma-Cassiopeiae-Stern                   |
| UW CMa  | 4,8 bis 5,3               | 4,3934 Tage  | Beta-Lyrae-Stern                          |
| VY CMa  | 6,5 bis 9,6               | unregelmäßig | Langsam unregelmäßig veränderlicher Stern |

β Canis Majoris (Murzim, arabisch „Herold“), ist ein 715 Lichtjahre entfernter  pulsationsveränderlicher Stern vom Typ der Beta-Cephei-Sterne. Seine Helligkeit ändert sich regelmäßig in einem Rhythmus von 6 Stunden.
Die Sterne ο1 (2000 Lichtjahre), 27 (1000 Lichtjahre) und ω (500 Lichtjahre) verändern ihre Helligkeit in unregelmäßigen Abständen, wobei die Helligkeitsschwankungen nicht besonders ausgeprägt sind.
UW CMa ist ein veränderlicher Stern vom Typ Beta-Lyrae in 5000 Lichtjahren Entfernung. Seine Helligkeit ändert sich mit einer Periode von 4 Tagen 9 Stunden und 26 Minuten zwischen 4,8 mag und 5,3 mag
VY CMa ist ein roter Überriese und nach dem Durchmesser einer der größten bekannten Sterne.

### Messier- und NGC-Objekte
| Messier (M) | NGC  | sonstige      | Scheinbare Helligkeit mag | Typ                 | Name                     |
| ----------- | ---- | ------------- | ------------------------- | ------------------- | ------------------------ |
| 41          | 2287 |               | 4,5                       | Offener Sternhaufen | Kleiner Bienenkorb       |
|             | 2354 |               | 6,5                       | Offener Sternhaufen |                          |
|             | 2359 |               | 11,45                     | Gasnebel            | Entennebel / Thors Helm  |
|             | 2360 |               | 7,2                       | Offener Sternhaufen |                          |
|             | 2362 |               | 3,8                       | Offener Sternhaufen | Tau Canis Majoris-Haufen |
|             | 2374 |               | 8,0                       | Offener Sternhaufen |                          |
|             |      | Collinder 140 | 3,5                       | Offener Sternhaufen |                          |

Im Großen Hund befinden sich einige Offene Sternhaufen und ein sehr bekannter Gasnebel. Den Sternhaufen M 41 nahm der französische Astronom und Kometenjäger Charles Messier in seinen Katalog nebliger Objekte (Messier-Katalog) auf.
M 41 kann leicht gefunden werden, da er unterhalb des Sirius steht. Er kann mit bloßem Auge wahrgenommen werden und war wahrscheinlich schon in der Antike bekannt. Der Sternhaufen hat eine Parallaxe von 1,36 mas und ist demnach etwa 2400 Lichtjahre entfernt. Im Fernglas und im kleinen Teleskop bietet er einen sehr schönen Anblick, etwa 40 Einzelsterne werden sichtbar. In größeren Teleskopen werden etwa 100 Sterne bis zur 13. Größenklasse sichtbar.
NGC 2354 ist mit 18 Bogenminuten Durchmesser und einer scheinbaren Helligkeit von 6,5 mag ein großer, heller Offener Sternhaufen, der auch in kleineren Teleskopen aufgelöst wird.
NGC 2359 ist ein Gasnebel in etwa 4000 (?) Lichtjahren Entfernung, der 1785 von Wilhelm Herschel entdeckt wurde. Im Teleskop erscheint er als nebliger Fleck. Bei Verwendung eines Interferenzfilters (zum Beispiel UHC-Filter) werden interessante Strukturen sichtbar. Aufgrund seiner auffälligen Form wird er auch als Thors Helm bezeichnet. Es handelt sich hierbei um einen Wolf-Rayet-Nebel.
NGC 2360 wurde 1785 von Caroline Herschel entdeckt. Der Sternhaufen ist etwa 3600 Lichtjahre entfernt. Im mittleren Teleskop kann er in etwa 50 Einzelsterne bis zur 12. Größenklasse aufgelöst werden.
NGC 2362, im Jahre 1785 von Wilhelm Herschel entdeckt, ist 4400 Lichtjahre entfernt. Im Fernglas ist nur Tau Canis Majoris erkennbar, der oben beschriebene Dreifachstern. Als einziger Riese überstrahlt er die übrigen Mitgliedssterne. Um NGC 2362 als Sternhaufen zu erkennen, reicht bereits ein kleines bis mittleres Teleskop aus. Aufgrund seiner Schönheit wird er häufig abgebildet und diente als ESO-Bild der Woche (März 2019). Mit einem Alter von ca. 5 Millionen Jahren handelt es sich um einen jungen Sternhaufen, weshalb bisher erst ein Stern (τ CMa) das Riesenstadium erreicht hat.
Collinder 140 wurde 1752 von Nicolas-Louis de Lacaille entdeckt. Er ist etwa 1270 Lichtjahre entfernt. In einem größeren Fernglas werden etwa 15 Einzelsterne sichtbar.